# Christoph Otto von Velen
Christoph Otto Reichsgraf von Velen (* 25. Mai 1671; † 2. Mai 1733 in Brüssel) war ein kaiserlicher Generalfeldmarschall.

## Leben

### Herkunft und Familie
Christoph Otto von Velen entstammte dem westfälischen Adelsgeschlecht von Velen und war der Sohn des Ferdinand Gottfried von Velen (kaiserlicher Kämmerer und Obrist) und dessen Gemahlin Sophia Elisabeth von Limburg-Styrum (1630–1685). Sein Bruder Alexander Otto war kaiserlicher Generalfeldmarschall und Befehlshaber über die Truppen in den Österreichischen Niederlanden.

### Wirken als Offizier
Christoph Otto schlug wie sein Bruder Alexander Otto und einige seiner Vorfahren eine militärische Laufbahn ein. Er war zunächst Generaladjutant in der kurbayerischen Armee und wechselte in die Dienste des Kaisers Joseph I., wo er Generalfeldmarschall und Kommandierender General der kaiserlichen Truppen wurde. 1702 nahm er im Auftrag des Kaisers als dessen Generaladjutant während des Spanischen Erbfolgekrieges an der Belagerung von Landau in der Pfalz teil, das von der Herrschaft der Franzosen befreit wurde. Am 1. Oktober 1723 ernannte ihn der Kaiser zum General der Kavallerie und später zum Generalfeldmarschall. 1732 wurde er Chef der kaiserlichen Truppen in den Österreichischen Niederlanden.

### Erbauseinandersetzung
Er geriet mit seinem Bruder Alexander Otto in einen Streit über seinen Erbanteil. Im Kampf während der Türkenkriege in Ungarn hatte er seine Bagage verloren und brauchte daher Geldmittel. Vor dem Gericht in Düsseldorf stellte sich heraus, dass ihr Vater Ferdinand Gottfried völlig überschuldet verstarb und seinen Söhnen eine schwere Hypothek hinterließ. Sein Neffe Alexander III. musste 1727 nach dem Tod des Vaters das überschuldete Erbe antreten, das er ihm dann übertrug. Da Christoph Otto seine militärischen Aufgaben in den Österreichischen Niederlanden zu erfüllen hatte, setzte er Alexander III. zum Verwalter ein. Nach Christoph Ottos Tod fiel das Erbe wieder an Alexander III. zurück.

### Sonstiges

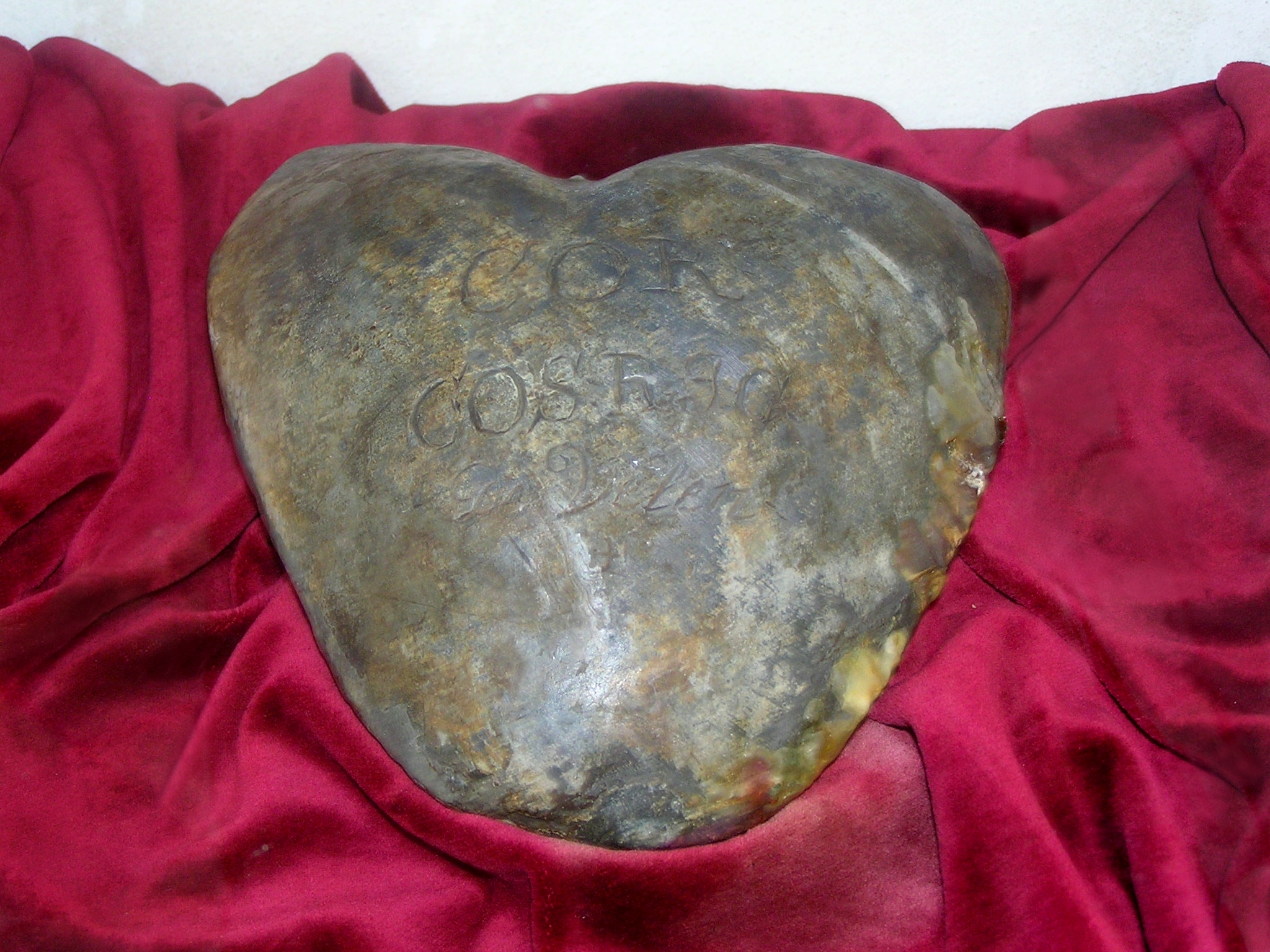
Bleiernes Herz von Christoph Otto von Velen in der Schlosskapelle Raesfeld

Christoph Otto starb unverheiratet und wurde an seinem Sterbeort in Brüssel beigesetzt. Sein Herz wurde in einer Bleikapsel konserviert nach Raesfeld verbracht und in der Familiengruft der Schlosskapelle Raesfeld beigesetzt.